# Lupo di mare
Lupo di mare (A Sailor-Made Man) è un film del 1921 diretto da Fred C. Newmeyer, e interpretato da Harold Lloyd.
Fu il primo lungometraggio del grande comico del muto.

## Trama
Un giovane (Harold Lloyd) ha ereditato 20 milioni di dollari e si gode la vita nel lusso di un'esclusiva località balneare. Quando vede una ragazza (Mildred Davis), circondata da uno stuolo di ammiratori, le chiede subito di sposarlo. Colta di sorpresa, ella gli dice di andare a domandarlo a suo padre, un indaffaratissimo e deciso uomo d'affari nonché re dell'acciaio. Lo scorbutico padre della ragazza inquadra subito il tipo di ragazzo, ozioso e nullafacente, e, pertanto, prima di concedergli la mano della figlia, lo esorta, in modo brusco, a trovare un lavoro per dimostrare che è in grado di fare qualcosa di utile. Il ragazzo, poco dopo, s'imbatte in un ufficio di reclutamento e fa domanda per arruolarsi nella Marina degli Stati Uniti. Nello stesso tempo, il padre della ragazza, stressato per il troppo lavoro, decide di concedersi una lunga crociera insieme alla figlia e le concede di portare con sé anche i suoi amici e le sue amiche. La ragazza, allora, invita pure il ragazzo e così egli ritorna all'ufficio militare restituendo la domanda di arruolamento e pensando, in tal modo, di aver sistemato tutto ma viene informato di aver firmato per una ferma di tre anni. Dopo una sommaria visita, durante la quale viene erroneamente preso per ubriaco, riesce anche ad avvertire la ragazza del suo arruolamento e, ben presto, si ritrova imbarcato su una nave ma sognando di esserne il comandante e di fare degli incontri esotici.
Il giovane deve, poi, vedersela con un marinaio manesco e prepotente, O'Rafferty (Noah Young), ma quando il ragazzo cerca di evitargli una punizione, assumendosi la colpa di una malefatta compiuta, invece, dall'altro, i due diventano amici.
Nel mentre, la nave da crociera raggiunge il regno (immaginario) di Khairpoura-Bhandanna e la ragazza ed i suoi amici e amiche vogliono visitarne la capitale Aga Shahar Khairpura, "la città dei mille mascalzoni". Al mercato viene notata dal maraja (Dick Sutherland) che le mette addosso il suo sguardo concupiscente e poi, casualmente, incontra il giovane la cui nave è attraccata nello stesso porto e che è sceso a terra con O'Rafferty insieme a cui ha già dovuto affrontare alcuni abitanti del luogo in una memorabile scazzottata. La ragazza, felice, gli corre tra le braccia. Nel frattempo, il maraja, non riesce a togliersi dalla mente la ragazza americana vista al mercato e, quindi, ricorrendo ad uno stratagemma, la fa rapire e portare nel suo palazzo. Il giovane, con coraggio, entra nel palazzo reale e, grazie alla sua destrezza, rapidità ed astuzia riesce a mettere fuori combattimento il malvagio Maharaja e buona parte del suo seguito ed a liberare la ragazza, portandosela via sulle spalle benché inseguito dalle guardie del palazzo. Più tardi tutti tornano sulle loro navi e con le bandiere segnaletiche, il giovane chiede alla ragazza se vuole sposarlo. Dopo l'approvazione del padre, ella, tramite un altro marinaio che sa usare tali bandiere, risponde di volerlo.

## Curiosità
Ampie parti del film sono state inserite nel film antologia "La bomba comica" (1958), insieme ad altre comiche di Chsplin,Laurel & Hardy e altri, con la voce narrante.